# ياه لايف
ياه لايف، هي خدمة للبث التلفزيوني عبر القمر الصناعي ياه سات 1 بلغات عربية وإنجليزية وفارسية وغيرها.

## مناطق البث
- الشرق الأوسط
- شمال افريقيا
- أوروبا
- جنوب غرب اسيا
- بريطانيا
- أيرلندا
- غرب روسيا

## القنوات

### قنوات رياضية
- أبوظبي الرياضية
- أبوظبي الرياضية 2
- الجزائرية الرياضية
- الرياضية السعودية 1
- الرياضية السعودية 2
- الرياضية السعودية 1+
- الرياضية السعودية 2+
- ياس سبورت
- FOOTBALL TV
- AREZO HD
- فارزيش سبورت (مشفرة)

### قنوات أفلام
- CM4
- جولد أكشن HD
- جولد أفلام HD
- جولد موفي HD
- هلا موفيز
- S7T Aflam HD
- S7T Movies HD
- بيست موفي
- GEM FILM
- MOVIE 24
- PERSIAN MOVIE
- SINAMO

### قنوات ترفيه
- MOONBOW
- ام تي في
- شبكة 7

### قنوات أخبار
- AL EKHBARIA HD
- BBC ARABIC
- الجزائر نيوز
- ECHOUROUK NEWS
- EX-PRESS TV
- فرنسا 24
- نوميديا نيوز
- ار تي العربية HD
- SETIF 24 NEWS
- طلوع الاخبارية
- SETIF 24 NEWS
- CNN INTERNATIONAL
- فرنسا 24 الإنجايزية
- ار تي
- بي بي سي الفارسية
- VOA TV PERSIAN HD
- فرنسا 24 الفرنسية
- ار تي الفرنسية HD
- روضة HD
- قناة كردستان
- ATN NEWS
- نور تي في

### قنوات أطفال
- U TOON
- GEM JUNIOR
- أطفال
- كارتون نتورك بالعربية
- تسالي
- GEM KIDS
- GERDOO
- PERSIAN TOON TV
- BAHORISTON

### القنوات الوثائقية
- SUPER YACHT TV

### قنوات الطبخ
- مستر شيف
- ساميرا

### قنوات عامة
- KANA TV
- قناة الجزائرية
- قناة أبوظبي
- قناة الإمارات
- والكثير من القنوات+

### قنوات أغاني
- CM3
- GM MUZICANA
- هلا ميكس
- M MUSIC HD
- ميغا ميوزك 1
- ميغا ميوزك 2
- OFIVE ORIENT
- S7T MUSIC
- AMC TV AFGHANISTAN
- OFIVE AFRICA
- PERSIAN MUSIC

### القنوات الأخرى
- يوجد أكثر من 400 قناة.

## انظر ايضاً
- ياه سات